# FC VSSコシツェ
フットボール・クラブVSSコシツェ（英語: Football Club VSS Košice）は、スロバキアのコシツェをホームタウンとしていたサッカークラブ。

## 歴史
UEFAチャンピオンズリーグ 1997-98予選2回戦でFCスパルタク・モスクワに勝利し、スロバキアのクラブとして初めてUEFAチャンピオンズリーググループリーグに進出した。グループリーグではマンチェスター・ユナイテッドFC、ユヴェントスFC、フェイエノールトと同組になったが、6戦全敗に終わった。
2013-14シーズンはスロバキア・カップ決勝でŠKスロヴァン・ブラチスラヴァに2-1で勝利し、5シーズンぶりに優勝を果たした。
2016-17シーズンを最後に解散。
2018年にFKコシツェバルカと共に合併した新クラブ、FCコシツェに引き継がれた。

## クラブ名の遍歴
| クラブ名                     | 年        |
| ---------------------------- | --------- |
| TJスパルタクVSSコシツェ      | 1952-1956 |
| TJスパルタク・コシツェ       | 1956-1957 |
| TJ Jednota Košice            | 1957-1962 |
| TJ VSSコシツェ               | 1962-1979 |
| ZŤSコシツェ                  | 1979-1990 |
| ŠK Unimex Jednota VSS Košice | 1990-1992 |
| 1. FCコシツェ                | 1992-2004 |
| MFKコシツェ                  | 2005-2015 |
| FC VSSコシツェ               | 2015-2017 |

## タイトル
- スロバキアリーグ：2回
  - 1996-97, 1997-98
- 2.リーガ（2部）：1回
  - 2005-06
- スロバキア・カップ：5回
  - 1972-73, 1979-80, 1992-93, 2008-09, 2013-14
- スロバキア・スーパーカップ：1回
  - 1997
- チェコスロバキア・カップ：1回
  - 1992-93

## 過去の成績
| 年度    | 所属 | 順位 | 試 | 勝 | 分 | 敗 | 得 | 失 | 差 | 勝点 | カップ戦 |
| ------- | ---- | ---- | -- | -- | -- | -- | -- | -- | -- | ---- | -------- |
| 2012-13 | 1部  | 5位  | 33 | 12 | 11 | 10 | 38 | 33 | +5 | 47   | 準決勝   |
| 2013-14 | 1部  | 5位  | 33 | 13 | 7  | 13 | 41 | 40 | +1 | 46   | 優勝     |
| 2014-15 | 1部  | 6位  | 33 | 11 | 8  | 14 | 43 | 48 | -5 | 41   | 準々決勝 |

## 歴代所属選手

### GK
- カミル・チョントファルスキー 1997-1999
- マトゥーシュ・コザーチク 2000-2002

### DF
- マレク・スピラール 1997-2000
- ラドスラフ・ザバフニーク 1998-2002

### MF
- ヴラディミール・ヤノチコ 1994-2000
- ネマニャ・マティッチ 2007-2009
- オンドレイ・ドゥダ 2012-2014

### FW
- ヨゼフ・コジュレイ 1996-1998, 1999-2000
- シラールド・ネーメト 1997-1999